# Die Ratten (film 1921)
Die Ratten è un film muto del 1921 diretto da Hanns Kobe. La prima di una serie di versioni cinematografiche e televisive basate sull'omonima tragicommedia in cinque atti di Gerhart Hauptmann che era andata in scena la prima volta il 13 gennaio 1911 al Lessingtheater di Berlino.
Nel 1955, Robert Siodmak ne girò un remake, distribuito e tradotto letteralmente in Italia con il titolo I topi, che - interpretato da Maria Schell e Curd Jürgens - vinse l'Orso d'Oro al Festival di Berlino.

## Produzione
Il film fu prodotto dalla Grete Ly-Film GmbH, la casa di produzione di Grete Ly, una cantante austriaca che lavorò brevemente nel cinema sia come attrice che come produttrice.

## Distribuzione
Distribuito dalla Terra-Film, fu presentato in prima a Berlino il 29 luglio 1921. Uscì anche in Danimarca nel 1922 con il titolo Rotterne.